# Тихана Немчич
Тихана Немчич (хорв. Tihana Nemćić, нар.. 20 січня 1988 року) — хорватська футболістка і фотомодель, екс-гравець збірної Хорватії, головний тренер чоловічої футбольного клубу «Вікторія» (Ваковац), який виступає у п'ятому за значимістю хорватському дивізіоні. Немчич — перша жінка, що стала головним тренером чоловічої команди.

## Кар'єра
Тихана Немчич гравцем виступала за хорватські команди «Аграм» і «Динамо», у складі якого грала протягом 10 років. У збірній Хорватії вона зіграла 5 офіційних ігор. У 2012 році закінчила грати після того, як отримала травму коліна, і зайнялася тренерською роботою. Її запросили до клубу «Вікторія» Васковац, коли дізналися, що у неї є вища освіта Загребського університету за спеціальністю фізкультура і спорту.
Крім футбольної, зробила кар'єру як топ-модель. У 2008 році стала фіналісткою конкурсу «Міс спорт Хорватії».